# Søren Peter Lauritz Sørensen
Søren Peter Lauritz Sørensen, född 9 januari 1868 i Havrebjerg, död 12 februari 1939, var en dansk kemist, känd för att ha infört begreppet pH, en skala för ett ämnes surhetsgrad.

## Biografi
Sørensen utexaminerades från Sorø akademi 1886 och fick ta emot Köpenhamns universitets guldmedalj 1889 och 1895. Han var assistent vid Danmarks geologiske undersøgelse 1890–1891 och 1893 och var sedan assistent vid Polyteknisk Læreanstalts kemiska laboratorium 1892–1901. Han var militärkemisk konsulent vid Orlogsværftet 1896–1902, och blev filosofie doktor 1899 på studier av koboltidoxalater.
Från 1901 till 1938 ledde Sørensen Carlsberg-laboratoriet i Köpenhamn. Där studerade han inverkan på proteiner av koncentrationen av olika joner. Han införde 1909 pH-skalan som ett enkelt sätt att uttrycka koncentrationen av vätejoner, eftersom den hade visat sig vara av särskild betydelse. I en uppsats beskrev han två nya sätt att mäta surhetsgraden, en som använde elektroder och en annan som använde färgen från ett antal indikatorämnen.
År 1907 hade han också utvecklat formoltitrering, en metod för titrering av aminosyror med formaldehyd.

## Hedersbetygelser
Sørensen representerade Danmark i den Internationella Analysekommissionen, och blev medlem 
- av Videnskabernes Selskab 1906,
- av Videnskabsselskabet i Kristiania 1909,
- av Fysiografiska Sällskapet i Lund 1909,
- av Vetenskaps-Societeten i Uppsala 1916,
- av Vetenskapsakademien i Stockholm 1921 och
- tilldelades Ørstedsmedaljen 1909.

År 1918 blev han hedersdoktor vid Lunds universitet. Vidare blev han hedersmedlem 
- av Chemical Society i London (1920),
- av Sociéte chimique de France i Paris (1921),
- av American Chemical Society (1924),
- av American Academy of Arts and Sciences i Boston (1928),
- av Finska Vetenskaps-Societeten (1928),
- av Dansk Medicinsk Selskab (1922),
- av Brygmesterforeningen (1926),
- av Svenska Bryggareföreningen (1920) och
- av Institute of Brewing, London (1927).

## Utmärkelser
- Riddare av Dannebrogorden,  1916[6]
- Dannebrogsmännens hederstecken,  1920[6]
- Kommendör av Dannebrogorden,  1928[6]
- Kommendör av första graden av Dannebrogorden,  1935[6]
- Hedersdoktor vid Universitetet i Bordeaux,  1938[7]
- Hedersdoktor vid Sorbonne,  1938[8][9]

[Redigera Wikidata]